# Morada Nova de Minas
Morada Nova de Minas är en kommun i Brasilien.   Den ligger i delstaten Minas Gerais, i den sydöstra delen av landet, 400 km sydost om huvudstaden Brasília. Antalet invånare är 8 256.
Omgivningarna runt Morada Nova de Minas är huvudsakligen savann. Runt Morada Nova de Minas är det mycket glesbefolkat, med 5 invånare per kvadratkilometer.